# Vyšší Brod
Vyšší Brod (Duits: Hohenfurth (an der Moldau)) is een kleine stad in de Tsjechische regio Zuid-Bohemen. De stad ligt dicht bij het Lipnomeer aan de rivier de Moldau.
Door toeristen wordt vaak het cisterciënzerklooster bezocht waarin ook het posterijmuseum gevestigd is.

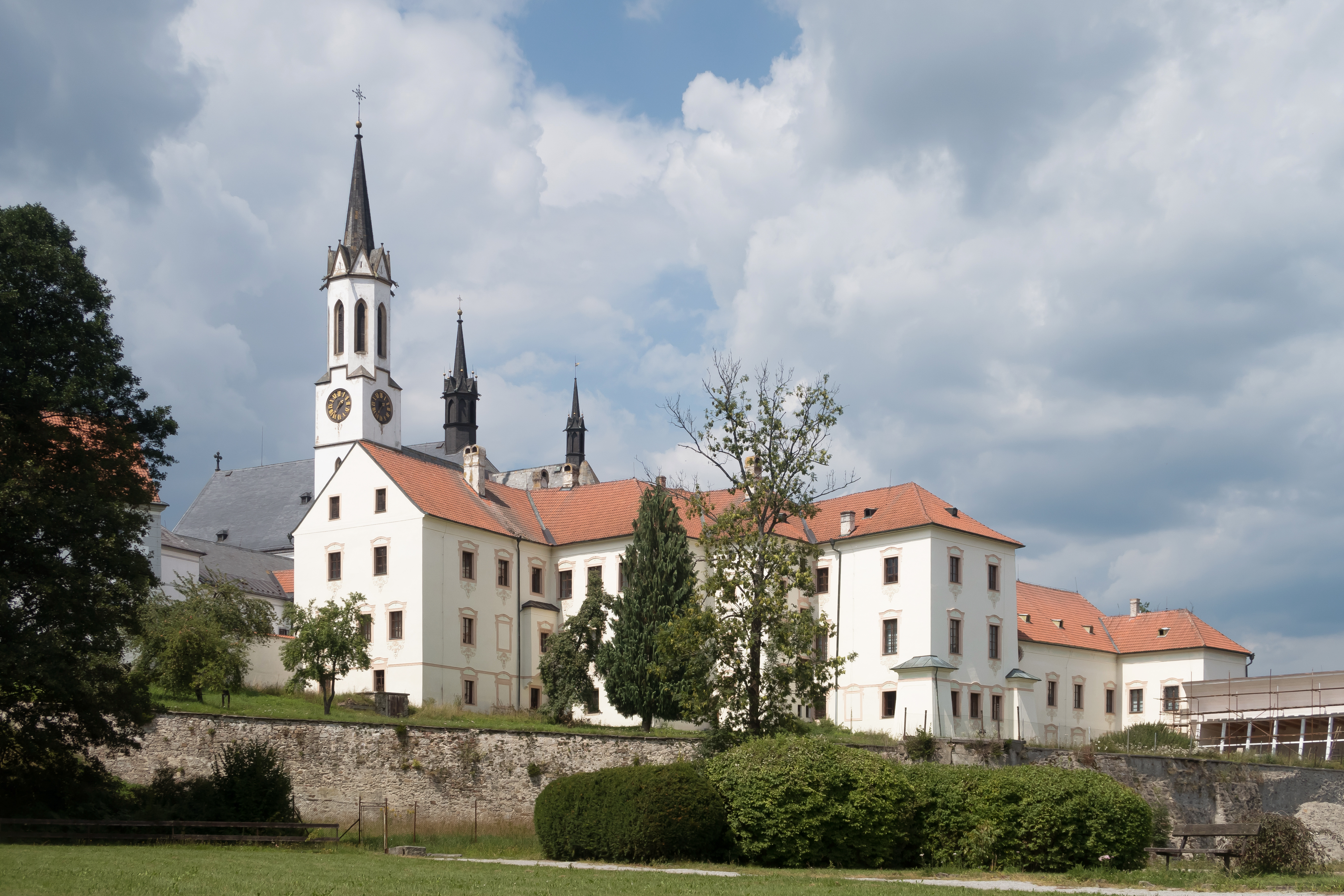
Het klooster in Vyšší Brod, het klooster
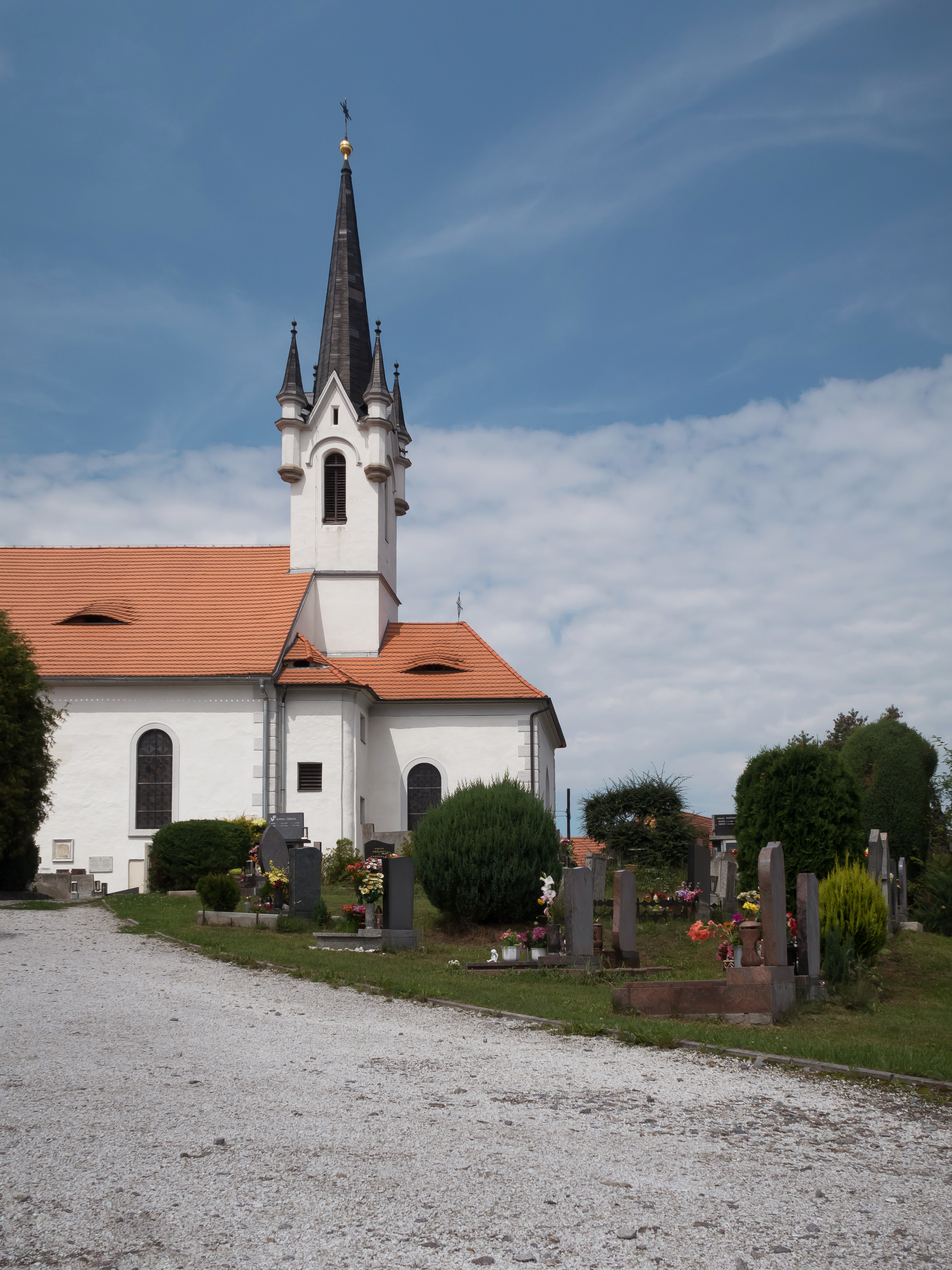
De Sint-Bartholomäuskerk

## Bezienswaardigheden
- Cisterciënzerklooster Vyšší Brod
- Maria Hemelvaartkerk
- St.-Bartholomäuskerk in het dorpscentrum

## Stadsdelen
Tot de stad Vyšší Brod behoren de dorpen Dolní Drkolná (Unterschlagl), Dolní Jílovice (Deutsch Gillowitz), Herbertov (Gerbetschlag), Hrudkov (Ruckendorf), Lachovice (Lachenwitz), Studánky (Kaltenbrunn) en Těchoraz (Zichraß).

## Personen uit Vyšší Brod
- Franz Isidor Proschko (1816-1891), schrijver
- Matthäus Gregor Quatember (1894-1953), 78ste abt van de Cisterciënzer orde
- Oskar Emil Batěk (1888-1969), dirigent en componist
- Matěj Sonnberger (1778-1824), beeldhouwer

Benešov nad Černou · Besednice · Bohdalovice · Brloh · Bujanov · Černá v Pošumaví · Český Krumlov · Dolní Dvořiště · Dolní Třebonín · Frymburk · Holubov · Horní Dvořiště · Horní Planá · Hořice na Šumavě · Chlumec · Chvalšiny · Kájov · Kaplice · Křemže · Lipno nad Vltavou · Loučovice · Malonty · Malšín · Mirkovice · Mojné · Netřebice · Nová Ves · Omlenice · Pohorská Ves · Polná na Šumavě · Přední Výtoň · Přídolí · Přísečná · Rožmberk nad Vltavou · Rožmitál na Šumavě · Soběnov · Srnín · Střítež · Světlík · Velešín · Větřní · Věžovatá Pláně · Vojenský újezd Boletice · Vyšší Brod · Zlatá Koruna · Zubčice · Zvíkov